# Xã White Breast, Quận Warren, Iowa
Xã White Breast (tiếng Anh: White Breast Township) là một xã thuộc quận Warren, tiểu bang Iowa, Hoa Kỳ. Năm 2010, dân số của xã này là 711 người.